# Volleybalvereniging Utrecht 2023-2024
Questa voce raccoglie le informazioni riguardanti il Volleybalvereniging Utrecht nelle competizioni ufficiali della stagione 2023-2024.

## Stagione
Il Volleybalvereniging Utrecht partecipa alla stagione 2023-24 con la denominazione sponsorizzata De Hollandse Pot Enzo VV Utrecht.
Ottiene un terzo posto nella regular season di Eredivisie, qualificandosi alla Pool B, da quale accede poi ai play-off scudetto, in cui viene sconfitto solo in finale dallo Sneek. In Coppa dei Paesi Bassi si spinge fino in semifinale, dove viene eliminato dallo Zwolle.

## Organigramma societario
Area direttiva
- Presidente: Tom van Beusekom
- Team manager: Paul Zegeling

Area tecnica
- Allenatore: Vera Koenen
- Secondo allenatore: Mark Roper, Anne Meijnderts
- Scoutman: Jelle Boerboom

Area sanitaria
- Fisioterapista: Sjors van Manen

## Rosa
| N° | Nome               | Ruolo | Data di nascita  | Nazionalità sportiva |
| -- | ------------------ | ----- | ---------------- | -------------------- |
| 1  | Bjorna Gras        | S     | 1º dicembre 1995 | Paesi Bassi          |
| 2  | Lynn Zweekhorst    | O     | 18 aprile 2000   | Paesi Bassi          |
| 3  | Carla Mulli        | S     | 13 agosto 2000   | Lussemburgo          |
| 4  | Ilse Janssen       | S     | 31 dicembre 1997 | Paesi Bassi          |
| 5  | Susanne Kos        | L     | 5 gennaio 2000   | Paesi Bassi          |
| 6  | Emma Rekar         | L     | 17 maggio 1998   | Paesi Bassi          |
| 7  | Marly Bak          | O     | 2 giugno 1995    | Paesi Bassi          |
| 8  | Ellemijn Stevens   | C     | 5 settembre 2002 | Paesi Bassi          |
| 9  | Christie Wolt      | S     | 5 maggio 1998    | Paesi Bassi          |
| 10 | Robin van de Velde | P     | 18 novembre 1992 | Paesi Bassi          |
| 11 | Ana Rekar          | P     | 19 gennaio 1995  | Paesi Bassi          |
| 12 | Iris Reinders      | S     | 27 ottobre 1994  | Paesi Bassi          |
| 13 | Pleun Ypma         | S     | 16 marzo 1998    | Paesi Bassi          |
| 14 | Marit Pasterkamp   | C     | 29 gennaio 2002  | Paesi Bassi          |
| -  | Renee Poorta       | -     | -                | Paesi Bassi          |
| -  | Myrthe Schimmel    | L     | 3 febbraio 2007  | Paesi Bassi          |
| -  | Laure Snijders     | C     | 26 marzo 1995    | Paesi Bassi          |
| -  | Nienke Trossel     | C     | 6 giugno 2008    | Paesi Bassi          |

## Risultati

### Coppa dei Paesi Bassi
| Ottavi di finale - 23 dicembre 2023 Sneker Sporthal, Sneek       | Sneek      | 2 - 3 | Utrecht | 25-27, 25-12, 19-25, 25-21, 15-17 |
| Quarti di finale - 24 gennaio 2024 Sporthal De Basis, Sliedrecht | Sliedrecht | 2 - 3 | Utrecht | 23-25, 30-28, 19-25, 25-12, 10-15 |
| Semifinali - 10 febbraio 2024 Galgenwaard Sportcentrum, Utrecht  | Utrecht    | 0 - 3 | Zwolle  | 17-25, 13-25, 21-25               |

## Statistiche

### Statistiche di squadra
| Competizione          | Punti | In casa | In casa | In casa | In trasferta | In trasferta | In trasferta | Totale | Totale | Totale |
| Competizione          | Punti | G       | V       | P       | G            | V            | P            | G      | V      | P      |
| --------------------- | ----- | ------- | ------- | ------- | ------------ | ------------ | ------------ | ------ | ------ | ------ |
| Eredivisie            | 33/26 | 17      | 11      | 6       | 17           | 10           | 7            | 34     | 21     | 13     |
| Coppa dei Paesi Bassi | -     | 1       | 0       | 1       | 2            | 2            | 0            | 3      | 2      | 1      |
| Totale                | -     | 18      | 11      | 7       | 19           | 12           | 7            | 37     | 23     | 14     |

### Statistiche dei giocatori
| Giocatrice      | Eredivisie | Eredivisie | Eredivisie | Eredivisie | Eredivisie |
| Giocatrice      | P          | PT         | AV         | MV         | BV         |
| --------------- | ---------- | ---------- | ---------- | ---------- | ---------- |
| M. Bak          | ?          | 317        | 268        | 23         | 26         |
| B. Gras         | ?          | 49         | 40         | 4          | 5          |
| I. Janssen      | ?          | 59         | 47         | 8          | 4          |
| S. Kos          | ?          | 0          | 0          | 0          | 0          |
| C. Mulli        | ?          | 60         | 46         | 9          | 5          |
| M. Pasterkamp   | ?          | 230        | 149        | 41         | 40         |
| R. Poorta       | ?          | 0          | 0          | 0          | 0          |
| I. Reinders     | ?          | 390        | 343        | 11         | 36         |
| A. Rekar        | ?          | 92         | 45         | 22         | 25         |
| E. Rekar        | ?          | 0          | 0          | 0          | 0          |
| M. Schimmel     | ?          | 0          | 0          | 0          | 0          |
| L. Snijders     | ?          | 0          | 0          | 0          | 0          |
| E. Stevens      | ?          | 137        | 84         | 40         | 13         |
| N. Trossel      | ?          | 0          | 0          | 0          | 0          |
| R. van de Velde | ?          | 33         | 13         | 8          | 12         |
| C. Wolt         | ?          | 303        | 257        | 18         | 28         |
| P. Ypma         | ?          | 142        | 65         | 68         | 9          |
| L. Zweekhorst   | ?          | 144        | 130        | 3          | 11         |

P = presenze; PT = punti totali; AV = attacchi vincenti; MV = muri vincenti; BV = battute vincenti

NB: Non sono disponibili i dati relativi alla Coppa dei Paesi Bassi e, di conseguenza, quelli totali